# Boris Kozlov

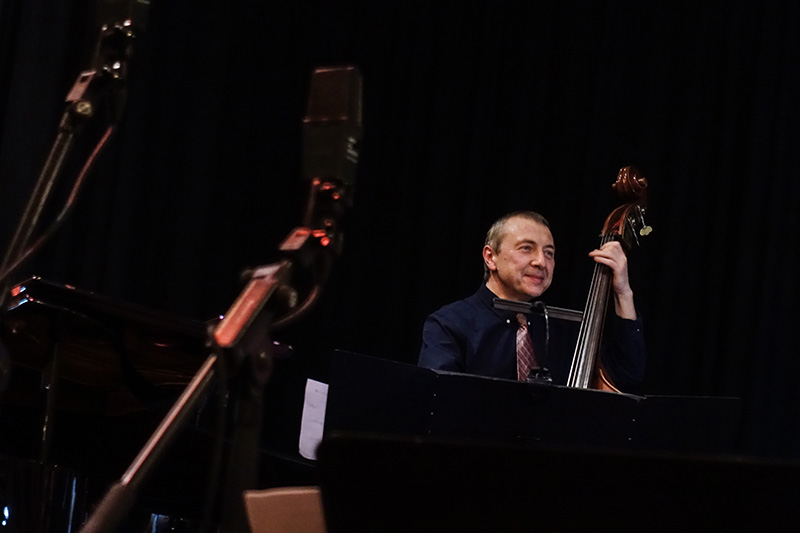

Boris Kozlov (* 5. Dezember 1967 in Moskau) ist ein russischer Jazzmusiker (Kontrabass, Komposition, Arrangement). Der in New York City wirkende Musiker ist der musikalische Leiter der Mingus-Tributbands.

## Leben und Wirken
Kozlov erhielt zunächst sieben Jahre lang an der Kindermusikschule klassischen Klavierunterricht; er wechselte dann zum Bass und gewann den Wettbewerb des Gnessin-Institut Moskau, um im Alter von 15 Jahren eine Ausbildung auf der Bass-Gitarre zu absolvieren. Zunächst unter dem Einfluss von Rockmusik und klassischer Musik interessierte er sich mit 17 Jahren für Jazz und studierte anschließend Kontrabass bei Anatoly Sobolev. Nach seinem Abschluss 1987 mit dem Ehrendiplom im Alter von 19 Jahren musste er zwei Jahre Wehrdienst in der Sowjetarmee ableisten, wo er neben Bass in der Militärkapelle Tuba und andere Blasinstrumente spielte.
Nach seinem Ausscheiden aus der Armee wurde Kozlov 1989 vom staatlichen Studio-Ensemble Melodia engagiert und nahm mehr als 40 Alben mit ihm und anderen sowjetischen Musikern auf. Gleichzeitig setzte er sein Studium an der Staatlichen Musikhochschule fort. Beim ersten UdSSR-Wettbewerb der Jazz-Solisten 1990 gewann er dort den Grand Prix sowie einen Sonderpreis für seine Originalkomposition. Nachdem er 1991 im sowjetischen Jazzjournal den ersten Platz in der Kategorie Nachwuchsmusiker gewonnen hatte, zog er nach New York. Dort arbeitete er zunächst mit Terry Gibbs/Buddy DeFranco, später mit Bobby Watson, Bob Berg, Benny Golson, James Moody, Ronnie Cuber, John Stubblefield, Ravi Coltrane, Donny McCaslin, Dizzy Reece, Phil Harper, Bryan Lynch/Ray Barretto (Simpático, Grammy 2007), Frank Lacy oder Urszula Dudziak. Weiterhin trat er mit McCoy Tyner, Jimmy Cobb, Maceo Parker, Jimmy Smith, Henry Butler, Toots Thielemans und Clark Terry auf und gehörte zum Quartett von Alex Sipiagin.  Zu hören ist er auch auf Brian Lynchs Album Songbook Vol. 1: Bus Stop Serenade (2021).
Kozlov ist als Bassist, Arrangeur und musikalischer Leiter für die Mingus Big Band und die Mingus Dynasty, mit der er 2010 einen zweiten Grammy erhielt, tätig, leitet aber auch eigene Projekte. 2007 legte er das Solo-Album Double Standard vor. Im eigenen Trio mit David Gilmore und Rudy Royston folgte 2016 Conversations at the Well. Auch begleitete er Michael Brecker, John Blake, Lew Tabackin, David Kikoski, Jean-Michel Pilc oder Simone Kopmajer. 2018 gehörte er dem Robin Eubanks Quartett an, 2019 dem Jack Walrath Quintet. 2022 veröffentlichte Kozlov das Album First Things First, es war die erste Produktion unter dem Label Posi-Tone. Bei den Aufnahmen mit dabei waren Keyboarder Art Hirahara, Saxophonist Donny McCaslin, Vibraphonist Behn Gillece und Schlagzeuger Rudy Royston. Das Werk umfasst 11 Stücke, wovon 6 Eigenkompositionen sind.